# 上越科学館
上越科学館（じょうえつかがくかん、英語: Joetsu Science Museum）は、新潟県上越市にある上越市立の科学館である。

## 概要
「人間の科学」と「雪の科学」をテーマに展示する科学館で、上越市のほぼ中央部に立地する。全長8メートルの恐竜ロボットが見どころであるほか、遊びながら学べる体験コーナーなどもある。
1984年（昭和59年）10月1日、隣接地に所在するリージョンプラザ上越のオープンと同時に新潟県立上越科学館として開館した。2006年（平成18年）4月1日に新潟県から上越市に移管されるとともに改称され、現在は上越市が設置者である上越科学館となっている。2018年（平成30年）4月1日に市の直営施設から指定管理施設に移行した。

## 施設情報
- 所在地 - 新潟県上越市下門前446番地2
- 休館日 - 月曜日（祝休日の場合は翌日）
- 開館時間 - 9時 ～ 17時（通常期間）[注釈 2]
- 入館料 - 有料（2023年5月閲覧時点）[8]

※ 小学校入学前の未就学児は無料（保護者同伴が必要）。
個人料金
一般（高校生以上）620円、小学生・中学生 310円、シニア（65歳以上）460円
団体料金
一般（高校生以上）460円、小学生・中学生 230円
以上のほか、リージョンプラザ上越の施設との共通券利用による料金引き下げや上越市こどもの日パスポートによる無料取扱いなどがある。
年間パスポート（年間入館券）
一般（高校生以上）1,550円、小学生・中学生 780円
有効期間は購入当日（発行日）から1年間。

## 立地
リージョンプラザ上越と同じ敷地にあり、連絡通路で繋がっている。交通アクセスについては、リージョンプラザ上越#交通を参照。